# コスモス379号
コスモス379号（ロシア語: Космос-379、ラテン文字表記例: Cosmos 379, Kosmos 379）とは、1970年にソビエト連邦が打上げた宇宙船である。地球周回軌道上でLK月着陸船無人テストを行った。
コスモス379号は1970年11月24日、ソユーズロケットで地球周回軌道に打上げられた。軌道投入より3日半後、大規模なエンジン噴射を行い、高度192x233 kmの軌道より196x1206 kmの楕円軌道に移行した。これは月軌道より離れて月面へ降下するための噴射を模したものである。さらに軌道投入4日後には月面からの離陸を模した噴射を行い、188x1198 kmの軌道より177x1万4041 kmの軌道へ移行した。他にLOK月周回船とのランデブーとドッキングを模した小規模な噴射も行った。
テスト終了後は軌道上に放置されたが、軌道の減衰のため1983年9月21日に大気圏へ再突入した。